# Ha Young
Ha Young (en hangul, 하영; nacida el 11 de agosto de 1993) es una actriz de televisión y modelo surcoreana. Algunos de sus papeles más destacados son los de las series Soul Mechanic en 2020 y Héroes de guardia en 2025, en esta última como coprotagonista.

## Formación y carrera
Ha Young se graduó en el Departamento de Pintura occidental en la Universidad de Mujeres Ewha y se especializó en la Escuela de Artes Visuales de Nueva York. Pero al terminar los estudios de arte se interesó por el mundo de la interpretación. Su referencia como actriz es Jeon Yeo-been.
Comenzó su carrera en 2018 como modelo publicitaria en televisión. Su debut como actriz se produjo en 2019 en la serie Doctor Prisoner con un pequeño papel, el de Na Yi-hyeon.  En 2020 apareció en tres capítulos de Chocolate, con el papel de la joven Hee-joo, el primer amor del protagonista Lee Joon. Ese mismo año obtuvo un papel de mayor duración en Soul Mechanic, que la propia actriz considera un importante avance en su carrera.
Después, entre 2020 y 2022, apareció también con papeles secundarios en series como Blade of the Phantom Master, Now, We Are Breaking Up y Let Me Be Your Knight, en las cuales compartía la escena con miembros de grupos de ídolos como EXO y B1A4, motivo por el cual recibió los ataques e insultos de algunos de los fanáticos de aquellos.
En 2022 tuvo una breve pero comentada aparición en la serie Woo, una abogada extraordinaria. En el capítulo segundo de la misma es la novia a la que durante la ceremonia se le cae el vestido, dejando ver un tatuaje budista en la espalda y dando origen a una controversia judicial entre las familias de los novios. También fue comentado en las redes el parecido de la actriz con su compañera de profesión Shin Se-kyung.

## Filmografía

### Series de televisión
| Año     | Título                                     | Papel         | Canal        | Notas                  | Ref.          |
| ------- | ------------------------------------------ | ------------- | ------------ | ---------------------- | ------------- |
| 2019    | Doctor Prisoner                            | Na Yi-hyeon   | KBS2         |                        | [ 7 ] [ 8 ]   |
| 2019-20 | Chocolate                                  | Kim Hee-ju    | JTBC         |                        | [ 3 ]         |
| 2020    | Soul Mechanic                              | Kang Neu-ri   | KBS2         |                        | [ 9 ] [ 1 ]   |
| 2020    | Love Is Annoying, but I Hate Being Lonely! | Jeon Bo-ra    | MBC          |                        | [ 10 ] [ 11 ] |
| 2020    | Private Lives                              | Yoo Mi-young  | JTBC         |                        | [ 12 ]        |
| 2020-21 | Blade of the Phantom Master                | Kim Mi-ok     | KBS2         |                        | [ 13 ]        |
| 2021    | Mouse                                      | Song Soo-jung | tvN          |                        | [ 14 ]        |
| 2021-22 | Now, We Are Breaking Up                    | Jung So-young | SBS          |                        | [ 4 ] [ 15 ]  |
| 2021-22 | Let Me Be Your Knight                      | Chae Ji-yeon  | SBS          |                        | [ 4 ] [ 16 ]  |
| 2022    | Woo, una abogada extraordinaria            | Kim Hwa-young | ENA, Netflix | Cameo (episodio n.º 2) | [ 5 ] [ 17 ]  |
| 2022    | The Good Detective                         | Jung Hee-joo  | JTBC         | Temporada n.º 2        | [ 18 ]        |
| 2023    | ¡Doona!                                    | Kim Jin-joo   | Netflix      | Serie web              | [ 19 ] [ 20 ] |
| 2024    | Face Me                                    | Yoon Hye-jin  | KBS2         |                        | [ 21 ]        |
| 2025    | Héroes de guardia                          | Cheon Jang-mi | Netflix      | Serie web, ocho ep.    | [ 22 ] [ 23 ] |

## Premios y nominaciones
| Año  | Premios                     | Categoría               | Papel             | Resultado | Ref.                 |
| ---- | --------------------------- | ----------------------- | ----------------- | --------- | -------------------- |
| 2025 | 61.os Premios Baeksang Arts | Mejor actriz revelación | Héroes de guardia | Pendiente | [ 24 ] [ 25 ] [ 26 ] |